# Cygnus
Cygnus (Cyg), o Cisne, é uma constelação do hemisfério celestial norte. O genitivo, usado para formar nomes de estrelas, é Cygni.As constelações vizinhas, segundo as delineações contemporâneas, são o Cefeu, o Dragão, a Lira, a Raposa, o Pégaso e o Lagarto.
Cygnus é facilmente reconhecida pelo seu Asterismo, conhecido como Cruzeiro do Norte, composto por suas estrelas mais brilhantes: Deneb, Sadr, Gienah, Delta Cygni e Albireo. Suas estrelas formam um desenho de Cisne sob o plano da Via Láctea.

## Objetos celestes
A constelação do Cisne possui uma grande variedade de objetos do céu profundo, como nebulosas, aglomerados estelares abertos e remanescentes de supernovas, principalmente por estar sob o plano da Via Láctea. 

### Estrelas
Deneb é a estrela mais brilhante da constelação, e a décima nona estrela mais brilhante quando vista da Terra. É uma supergigante branco-azulada cujo tipo espectral é A2Ia. Ela está localizada a cerca de 2600 anos-luz da Terra.
Albireo é uma estrela binária, e seus componentes estão a cerca de 400 anos-luz de distância da Terra. A dupla é mais conhecida pelo contraste das suas cores, sendo uma delas amarela e a outra azul.

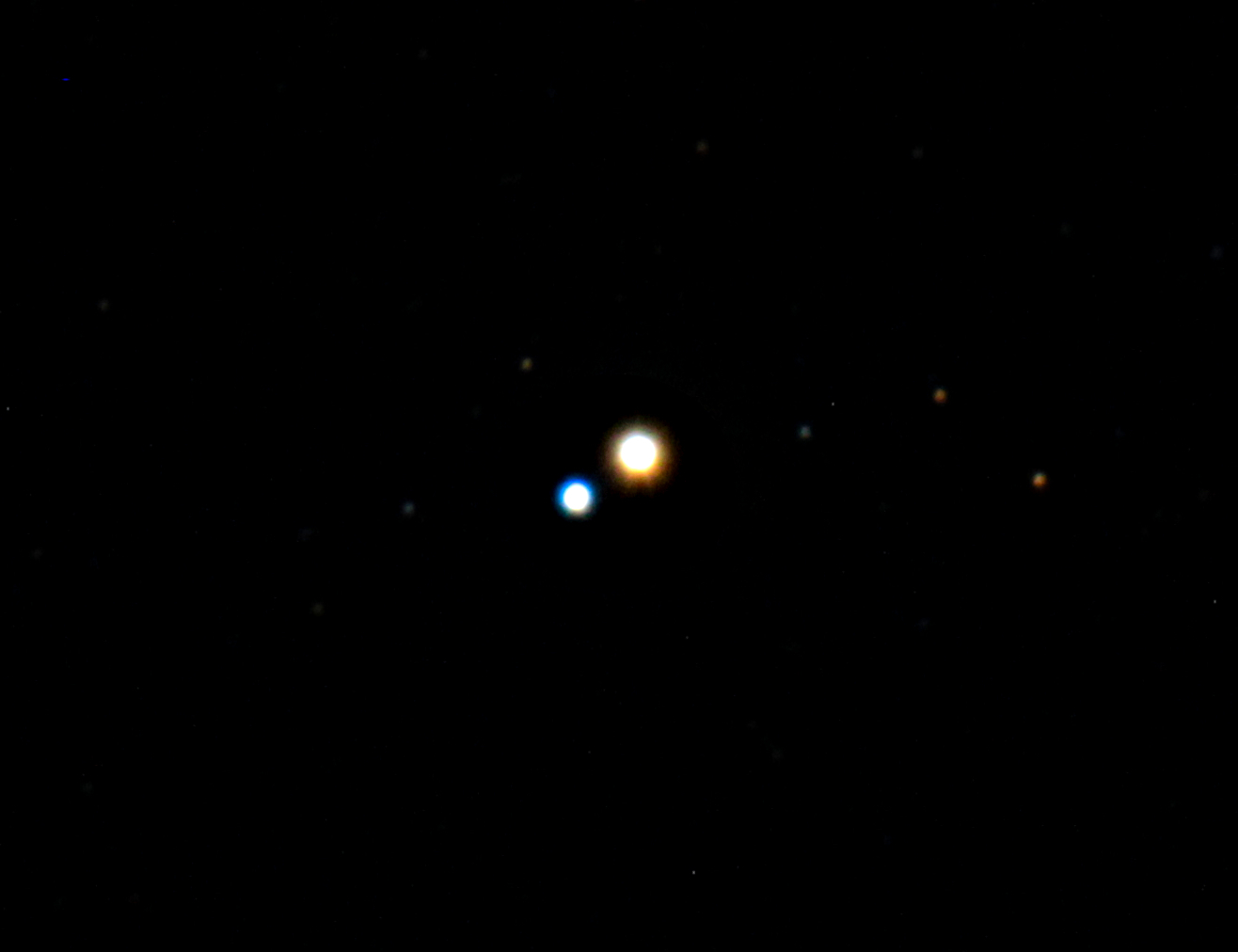
Albireo A e Albireo B vistas através de um telescópio

Gamma Cygni (também conhecida como Sadr) uma estrela supergigante amarelo-branca e forma o peito do Cisne. É circundada por uma nebulosa difusa, a IC I318, também conhecida por região da Gamma Cygni. 
61 Cygni é uma estrela binária, e foi a primeira estrela fora o Sol a ter, com sucesso, sua distância calculada por meio de paralaxe estelar, em 1838, por Friedrich Bessel.

### Outros objetos de céu profundo
Messier 39 (NGC 9072) é um aglomerado estelar aberto catalogado por Charles Messier em 1764.
NGC 700: é uma nebulosa de emissão descoberta em 1786 por William Herschel. Está a cerca de 1800 anos-luz da Terra. Também é conhecida como Nebulosa América do Norte pois seu formato se assemelha ao formato da América do Norte. 
IC 1318 (Nebulosa de Gamma Cygni, ou Região de Sadr): é uma nebulosa de emissão difusa com distância estimada entre 2000 e 5000 anos-luz e que circunda a estrela Sadr.
NGC 6910: aglomerado estelar aberto descoberto em 1786 por Herschel.
Cygnus X-1 é uma fonte galáctica de Raios X bastante conhecida, e muito provavelmente contém um Buraco negro.
V404 Cygni: é um sistema binário composto por uma estrela e um buraco negro. Em 2009 o buraco negro do sistema se tornou o primeiro buraco negro a ter, de forma precisa, sua distância media por meio de paralaxe e está a 7800±460 anos-luz de distância. 